# 珠尔多河
珠尔多河位于中华人民共和国吉林省敦化市境内，是牡丹江左岸支流，古作珠噜多观河、朱鲁多浑河，河名源自满语“珠噜”（转写：juru，意为“双”）和“多滚”（转写：dogon，意为“渡口”），河名是“双渡口”的意思。发源于敦化额穆镇北部张广才岭老白山（老爷岭）西南，蜿蜒东南流，于黑石乡丹南村西北注入牡丹江。河长80.1千米，河道平均比降3‰，流域面积1750平方千米。年均径流量8.08亿立方米。珠尔多河流域大部分属于吉林黄泥河国家级自然保护区范围内，保存有较完整的天然原生植被和多种生物群落，物产丰富。在清代，吉林每年提供的贡品大部分由额穆索罗打牲乌拉采集。珠儿多河额穆镇以下两岸谷底现多辟为农田。